# لیپیه (شهرستان گوستنگ)
لیپیه (به لاتین: Lipie) یک روستا در لهستان است که در گمینا پیاسکی (استان لهستان بزرگ‌تر) واقع شده‌است.
 لیپیه  ۲۶۷ نفر جمعیت دارد.